# Leașkî, Lebedîn
Leașkî (în ucraineană Ляшки) este un sat în comuna Kaliujne din raionul Lebedîn, regiunea Sumî, Ucraina.

## Demografie
Componența lingvistică a localității Leașkî
     Ucraineană (98,88%)
     Rusă (1,12%)
Conform recensământului din 2001, majoritatea populației localității Leașkî era vorbitoare de ucraineană (98,88%), existând în minoritate și vorbitori de rusă (1,12%).